# Lise com Sombrinha
Lise com Sombrinha (francês: Lise à l'ombrelle) é uma pintura a óleo sobre tela do pintor impressionista francês Pierre-Auguste Renoir data de 1867. A pintura retrata Lise Tréhot, companheira de Renoir entre 1865 e 1871, a posar na floresta de Fontainebleau. Lise usa um vestido muçulmano e segura numa sombrinha de cor preta, para a proteger do sol, fazendo o seu rosto contrastar na sombra, e o seu corpo na luz. Após lhe terem sido recusadas várias pinturas no Salão de Paris, Lise de Renoir foi finalmente aceite e exibida em Maio de 1868.